# Задомброве-Рудунек
Задомброве-Рудунек (пол. Zadąbrowie-Rudunek) — село в Польщі, у гміні Варта Серадзького повіту Лодзинського воєводства.
Населення — 129 осіб (2011).
У 1975-1998 роках село належало до Серадзького воєводства.

## Демографія
Демографічна структура станом на 31 березня 2011 року:
|          | Загалом | Допрацездатний вік | Працездатний вік | Постпрацездатний вік |
| -------- | ------- | ------------------ | ---------------- | -------------------- |
| Чоловіки | 64      | 16                 | 37               | 11                   |
| Жінки    | 65      | 12                 | 37               | 16                   |
| Разом    | 129     | 28                 | 74               | 27                   |